# Døeshøje
Døeshøje (auch „Store Døs“ genannt) ist eine Hügelgräbergruppe nordwestlich von Holstebro in Jütland in Dänemark. Sie liegt zu beiden Seiten des kleinen Flusses Ellebæk, zwischen Måbjerg und Navr und besteht aus 25 erhaltenen und 10 zerpflügten Hügelgräbern aus der Stein- und Bronzezeit. 
23 Hügelgräber wurden 1885 unter Schutz gestellt, als Henry Petersen den Bredhøj (breiten Hügel) ausgrub. Während seiner Ausgrabung wurden vier Körper- und zwei Urnengräber gefunden. In einem Grab fand man u. a. einen teilweise geflochtenen, aus Wolle gewebten Riemen. Diese Technik wurde ansonsten nirgendwo gefunden. 
Die Grabhügel sind vielgestaltig. Auf der Måbjerg Seite der Ellebæk liegt eine Gruppe von 18 Hügelgräbern. Zwei von ihnen sind Hügel mit flacher Kuppe. Der Bredhøj ist ein solcher Hügel mit einem Durchmesser von 50,0 m. Auf der Navr Seite des Flusses liegen drei Langhügel, der längste 122 m lang, einer ist 96 m lang, er trägt den Namen Langmette. Schließlich gibt es zwei Zwillingshügel. Die anderen sind Rundhügel. 
Alle Hügel liegen entlang der „Alten Straße“ (dänisch Oldtidsvejen). Sie führt vom Limfjord über Struer, Holstebro, Borbjerg, Sevel und Trandum zur Karup Å und nach Viborg. 

## Weitere Grabhügel
- Mangehøje